# Ареньга
Ареньга — река в России, течёт по территории Терского района Мурманской области. Устье реки находится на высоте 41 м над уровнем моря в 55 км по правому берегу реки Варзуга. Длина реки составляет 18 км, площадь водосборного бассейна 315 км².
В 1,7 км от устья, по левому берегу Ареньги впадает река Мельга.

## Данные водного реестра
По данным государственного водного реестра России относится к Баренцево-Беломорскому бассейновому округу, водохозяйственный участок реки — реки бассейна Белого моря от западной границы бассейна реки Иоканга (мыс Святой Нос) до восточной границы бассейна реки Нива, без реки Поной. Речной бассейн реки — бассейны рек Кольского полуострова и Карелии, впадает в Белое море.
Код объекта в государственном водном реестре — 02020000212101000008186.